# Gomphoceridius brevipennis
Gomphoceridius brevipennis is een rechtvleugelig insect uit de familie veldsprinkhanen (Acrididae). De wetenschappelijke naam van deze soort is voor het eerst geldig gepubliceerd in 1848 door Brisout de Barneville.